# The Narrow Way
«The Narrow Way» es una canción del cuarto álbum de estudio de Pink Floyd, Ummagumma. Fue escrita e interpretada por David Gilmour y se divide en tres partes. El único músico que incluye es el compositor (en este caso, Gilmour), quien grabó la canción con sobregrabaciones múltiples para tocar todos los instrumentos él mismo.

## Diferentes partes
La primera parte de la canción se llamaba "Baby Blue Shuffle en re menor" cuando fue tocada por la banda en un programa de la BBC, el 2 de diciembre de 1968; también se parece mucho a las pistas "Rain in the Country (toma 1)" y "Unknown Song ", grabadas (pero eventualmente no utilizadas) para la banda sonora de la película Zabriskie Point, de Michelangelo Antonioni, en noviembre/diciembre de 1969. Esta parte cuenta con guitarra acústica en capas con algunos efectos espaciales.
La segunda parte es un rock psicodélico que incluye una guitarra eléctrica y percusión que modulan fuertemente al final, la formación de un avión no tripulado que lleva a la tercera parte.
La tercera parte de la canción cuenta con la única contribución vocal, de Gilmour, a la parte de estudio del álbum. La banda incorporó esta última parte al extraerla de su gira The Man and the Journey de 1969.

## Personal
David Gilmour - guitarra, voz, bajo, piano, órgano, batería.

## Versiones
Freak Seed, banda estadounidense de heavy metal, ha realizado versiones de la parte 2 durante las sesiones de grabación de su EP Grout de 1996. Sin embargo, esta versión no sería liberada hasta el año 1999, en la compilación Zero Reflection que contiene material en vivo, raro e inédito.
El grupo italiano Interstellar Factory, que realiza covers de Pink Floyd, ha ejecutado en vivo las tres partes de este tema. Esto nunca ha sido realizado por Pink Floyd ya que ellos solo han tocado la parte 3 como sección de la suite The Man and the Journey.